# Comuna Trosteaneț, Iampol
Trosteaneț (în ucraineană Тростянець) este o comună în raionul Iampol, regiunea Vinița, Ucraina, formată din satele Honorivka, Lavrivka, Rehleașînți, Trosteaneț (reședința) și Vitrivka.

## Demografie
Componența lingvistică a satului Trosteaneț
     Ucraineană (98,37%)
     Rusă (1,04%)
     Alte limbi (0,55%)
Conform recensământului din 2001, majoritatea populației satului Trosteaneț era vorbitoare de ucraineană (98,37%), existând în minoritate și vorbitori de rusă (1,04%).